# John Ahlberg
John Edvard Ahlberg, född 16 mars 1881 i Uppsala, död 29 september 1962, var en svensk militär (överstelöjtnant) och målare. 
Han var son till läroverksadjunkten Fredrik Ahlberg och Selma Maria Östman. Ahlberg studerade konst vid Althins målarskola i Stockholm och under en vistelse i Paris. Tillsammans med Pehr Liedbeck, Carl Einar Fredriksson och Erik Jönsson ställde han ut i Örebro 1917. Hans konst består av genre- och porträttmålningar, ofta av officerare. Bland annat utförde han ett porträtt av generalmajor Sven Alin. Ahlberg är representerad vid Miliseum.